# Monobia cyanipennis
Monobia cyanipennis är en stekelart som först beskrevs av Félix Édouard Guérin-Méneville 1831.
Monobia cyanipennis ingår i släktet Monobia och familjen Eumenidae. Inga underarter finns listade i Catalogue of Life.